# Cánh môi

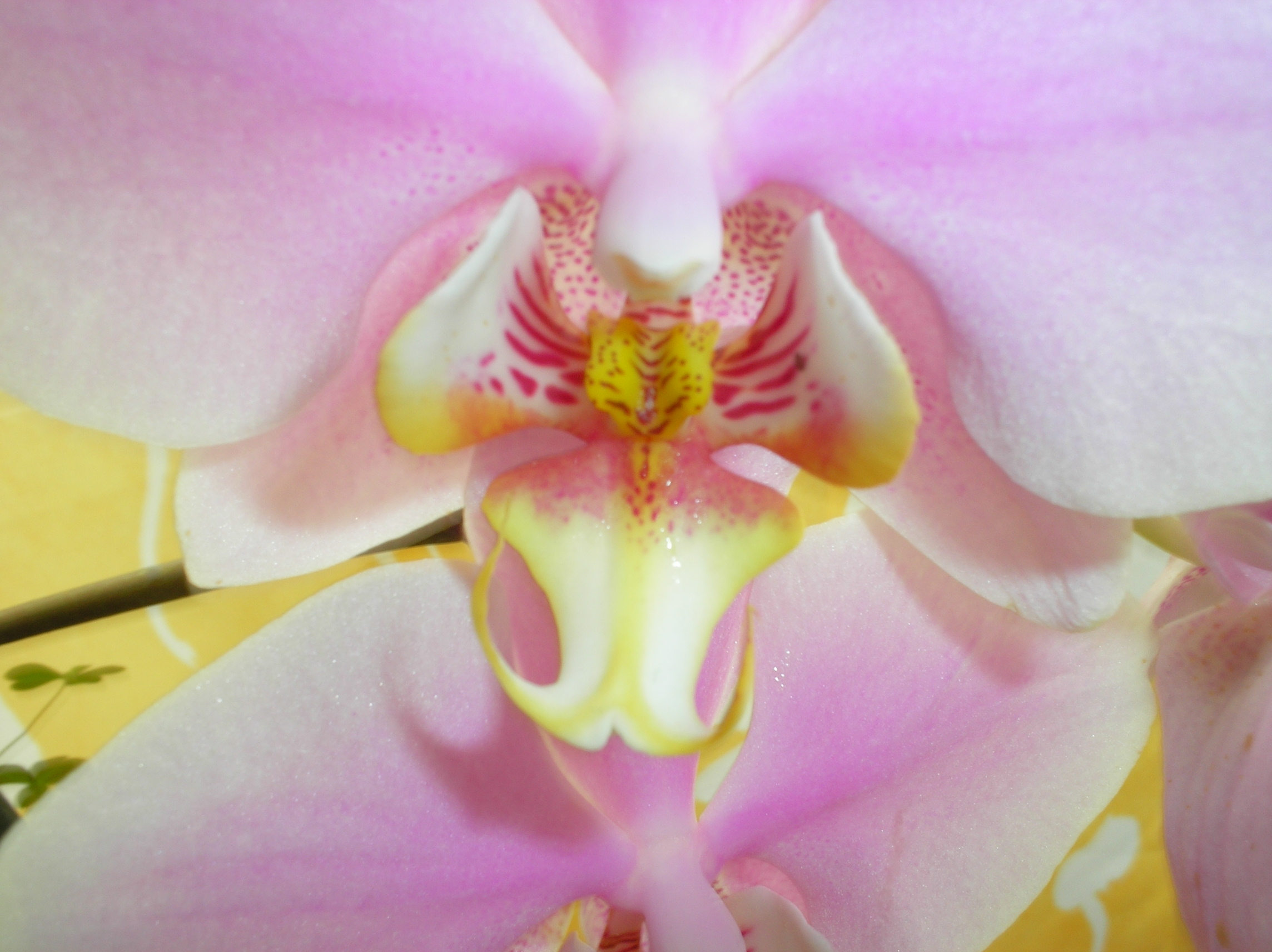
Cánh môi (màu vàng – trắng) ở một hoa Lan hồ điệp lai

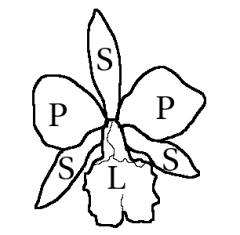
P (petalum): Cánh hoa
S (sepalum): Đài hoa
L (labellum): Cánh môi (cũng là cánh hoa)

Trong thực vật học, cánh môi (tiếng Anhː labellum hoặc lip, số nhiềuː labella) là một cánh hoa của họ Lan Orchidaceae hoặc nhiều chi thuộc họ Gừng Zingiberaceae như chi Canna, Alpinia, Kaempferia, Amomum, Zingiber hoặc các chi khác ít được biết đến hơn. Đây là cánh hoa đã được biến đổi và dễ dàng phân biệt với các cánh hoa khác cũng như các lá đài bởi kích thước lớn và hình dạng, màu sắc khác biệt của nó với tác dụng thu hút và là nơi đáp xuống của côn trùng, giúp tăng hiệu quả thụ phấn cho hoa.
Nguồn gốc của thuật ngữ cánh môi trong tiếng Anh labellum là labrum trong tiếng Latin, có nghĩa là "môi".

## Mô tả
Ở hoa lan, cánh môi là cánh hoa ở giữa, đối diện với lá đài lưng, liên kết với trụ nhị nhụy và thường mang tuyến mật thu hút côn trùng và được biến đổi nhiều so với các phần khác của bao hoa. Các cánh hoa còn lại của một hoa lan trông như những cánh hoa thông thường, còn cánh môi nổi bật rõ ràng. Gốc cánh môi thường mang tuyến mật chứa trong cựa mật (spur). Cựa mật là phần mở rộng hình túi hoặc hình ống dài ra phía sau cánh môi để chứa mật thu hút côn trùng. Một hoa lan có thể không có cựa mật hoặc có 1 hoặc có nhiều cựa mật (lan Vanda falcata).
Cánh môi là bộ phận chủ yếu quyết định giá trị thẩm mỹ của hoa lan. Cánh môi hoa lan có thể nguyên, chia thùy, khía răng cưa, có tua viền hay chia thành sợi mảnh, tuy nhiên thường cánh môi có 3 thùy gồm 1 thùy giữa lớn hơn 2 thùy bên. Bề mặt phía trên cánh môi có thể nhẵn hoặc biến đổi tạo ra các đường gân hay nổi lên các phần phụ đa dạng (u lồi, mào (tiếng Anhː callus, số nhiều calli), đường gờ lượn sóng hoặc một đường sống (tiếng Anhː keel) chính giữa). Khi u lồi, mào phẳng và rộng thì nó được gọi là tấm (tiếng Anhː plate), có thể có rìa hoặc có thể kéo dài thành cựa (loài Bulbophyllum echinolabium).
Các phần phụ của cánh môi có thể giúp hoa lan bắt chước màu sắc, hình dạng các loài thụ phấn, lừa các cá thể cùng loài tới thụ phấn cho hoa như lan ong Ophrys apifera. Người ta đã quan sát thấy những con ong độc lập (solitary bee) của loài Eucera longicornis đang cố gắng giao phối với những bông hoa vì lan ong Ophrys apifera phát ra các allomone bắt chước mùi hương của ong cái. Những allomone này còn được biết là có tác dụng thu hút các loài ong Tetralonia cressa và Eucera pulveracea. Ngoài khả năng bắt chước cảm giác hóa học, cánh môi còn đóng vai trò như một mồi nhử thị giác khiến ong đực nhầm lẫn với ong cái. Người ta tin rằng ong đực ưu tiên chọn những loài lan có cánh môi giống ong cái nhất và cố gắng giao phối, lúc đó phấn hoa dính vào ong đực trong quá trình giao phối giả.
Cánh môi ở hoa lan đủ lớn và phức tạp nên có nhiều thuật ngữ trong tiếng Anh mô tả vị trí tương đối của các cấu trúc trên nó: hypochile (phần dưới) là phần cơ bản gần với phần còn lại của hoa hơn, mesochile là phần giữa cánh môi và epichile là vị trí đỉnh cánh môi, là phần xa các bộ phận khác của hoa nhất.

## Minh họa cánh môi

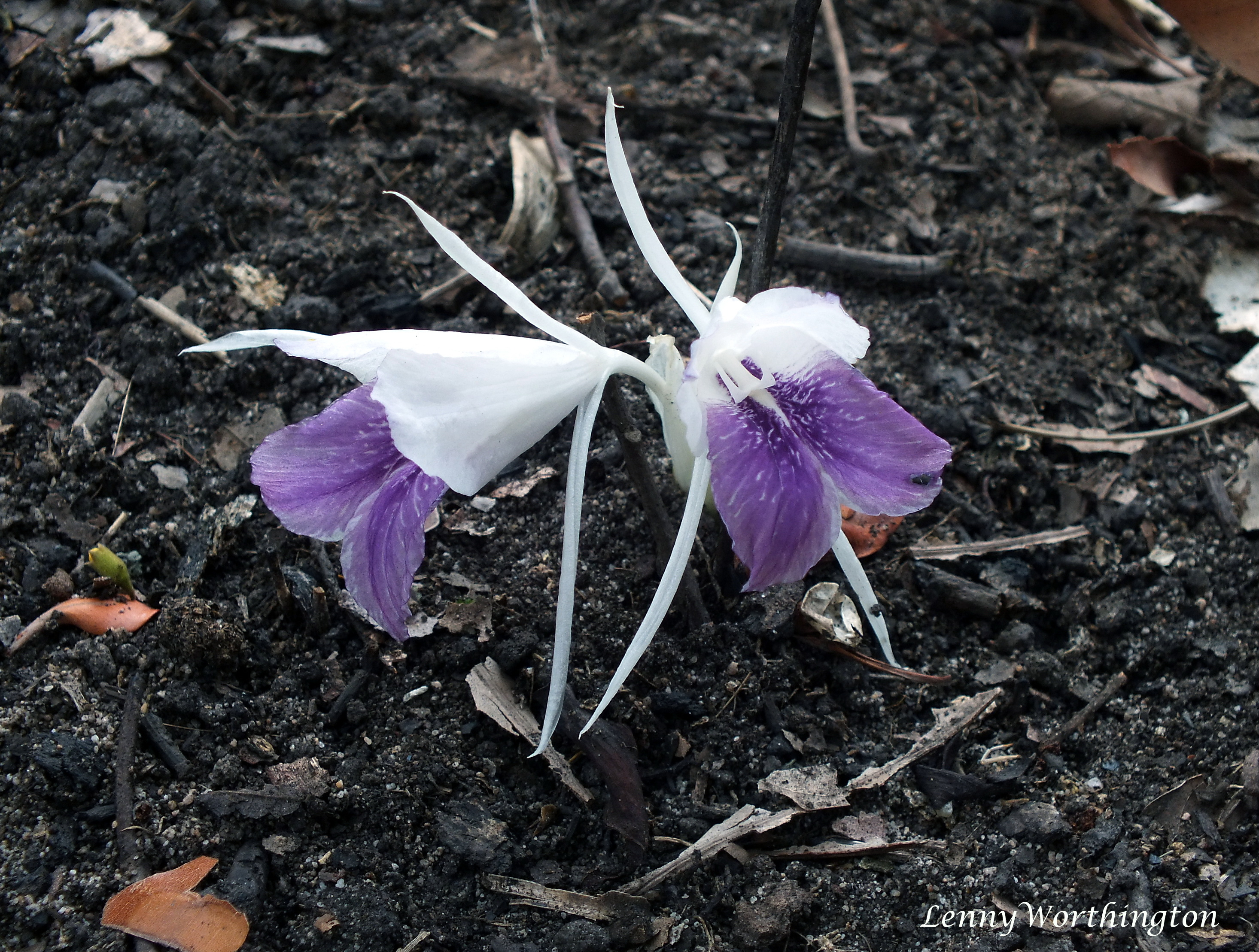
Cánh môi (màu tím) ở loài Kaempferia rotunda thuộc họ Gừng
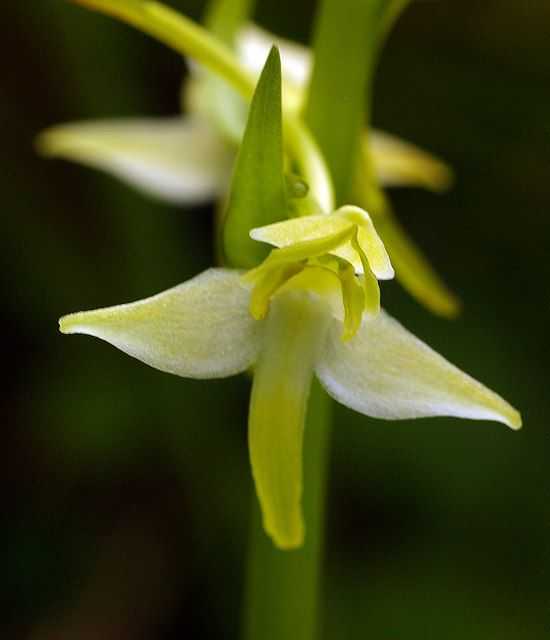
Cánh môi nguyên ở loài lan Platanthera chlorantha
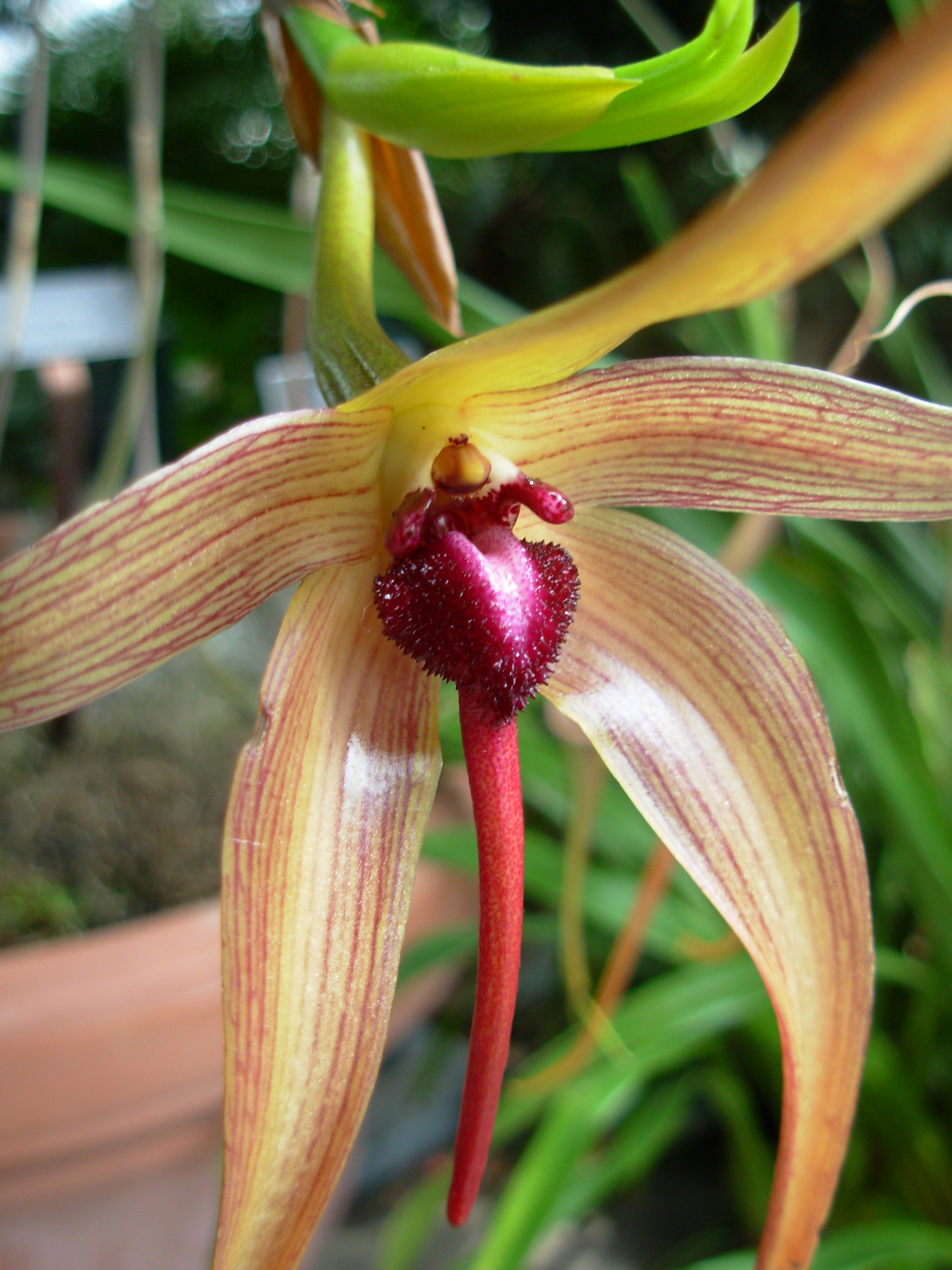
Cánh môi có cựa dài ở loài lan Bulbophyllum echinolabium
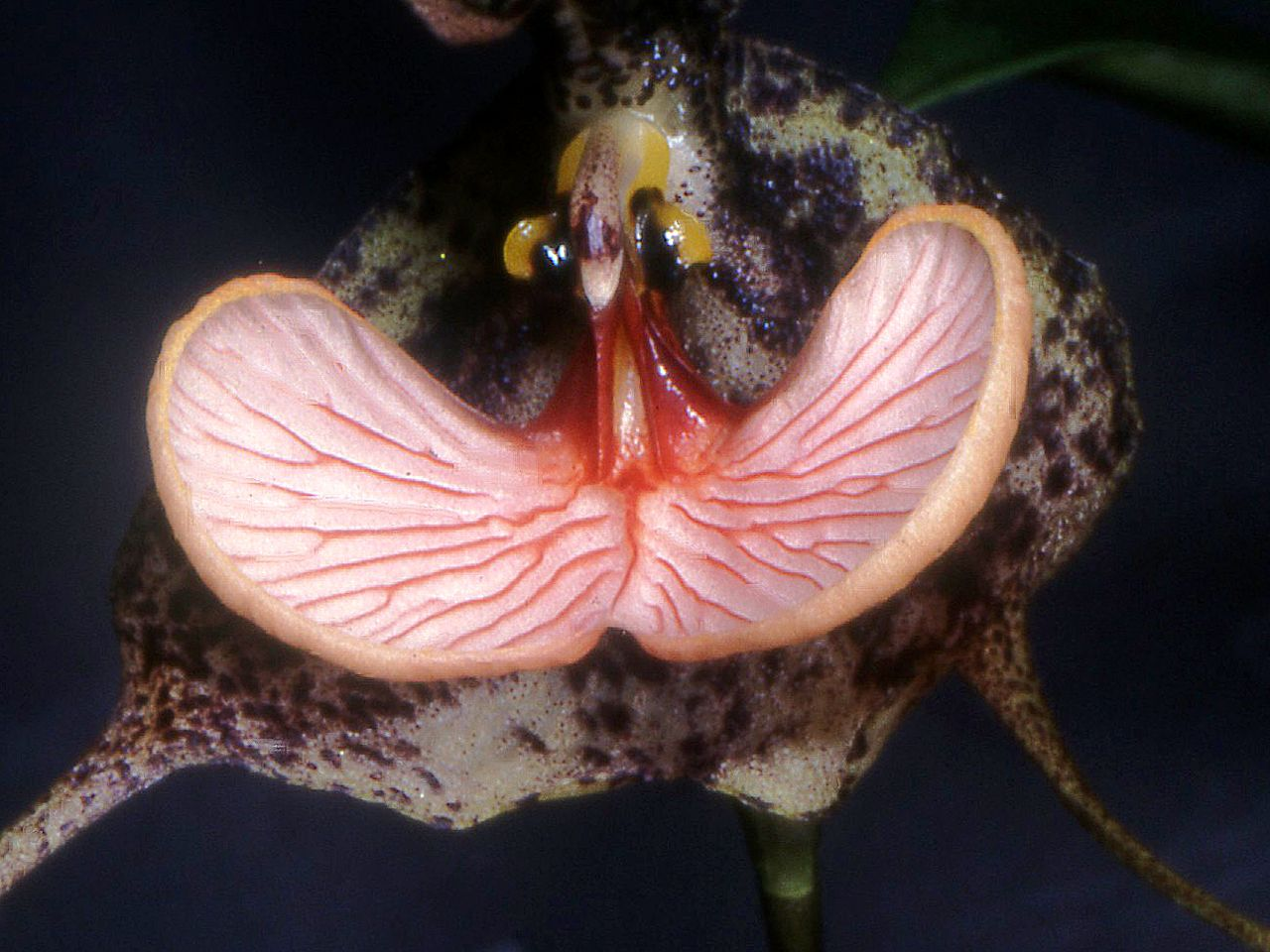
Cánh môi 2 thùy ở loài lan Dracula chestertonii
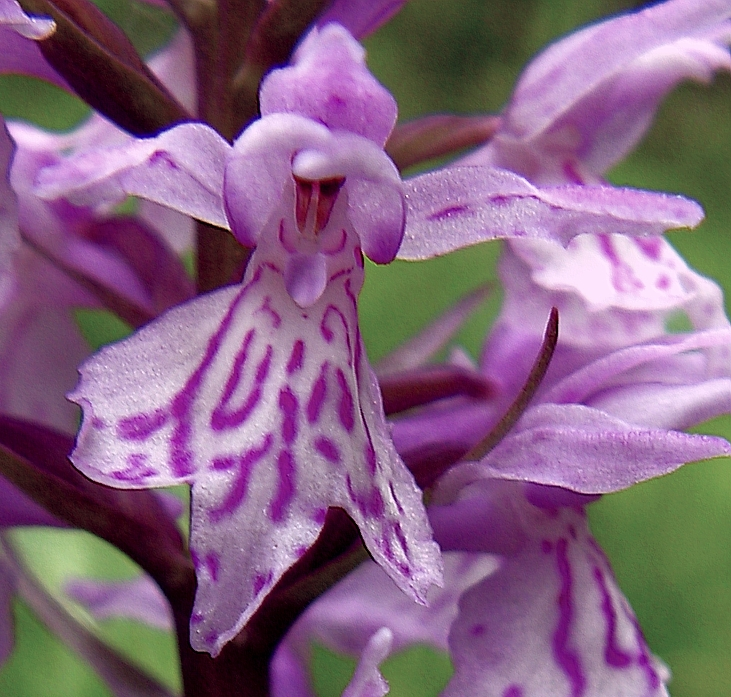
Cánh môi 3 thùy ở loài lan Dactylorhiza maculata
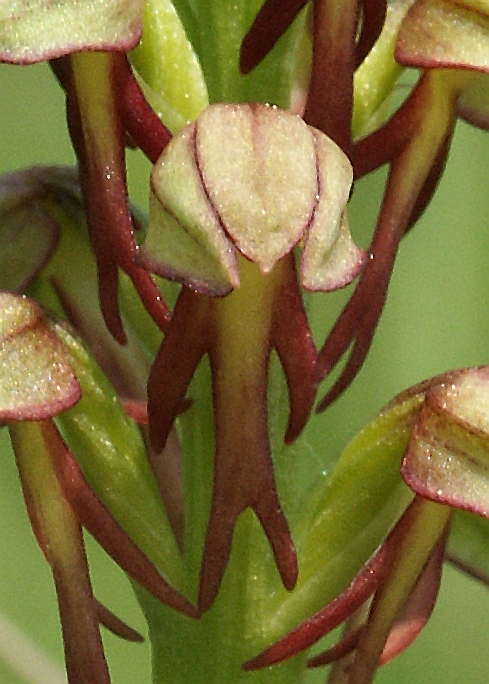
Hoa lan Orchis anthropophora có cánh môi chia 4 sợi mảnh
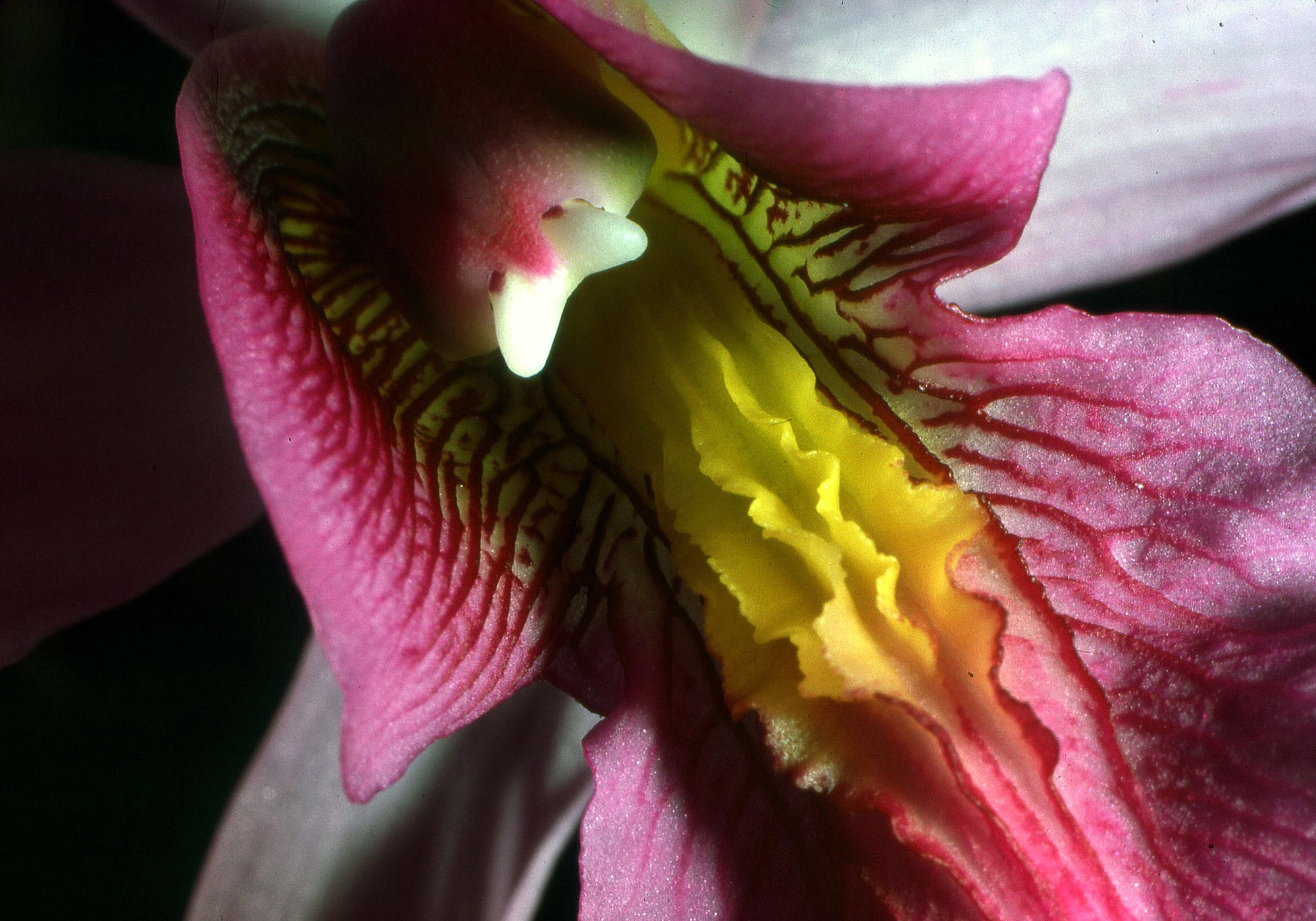
Cánh môi ở lan Laelia superbiens cho thấy 5 đường gợn sóng (keel) trên u lồi (callus)
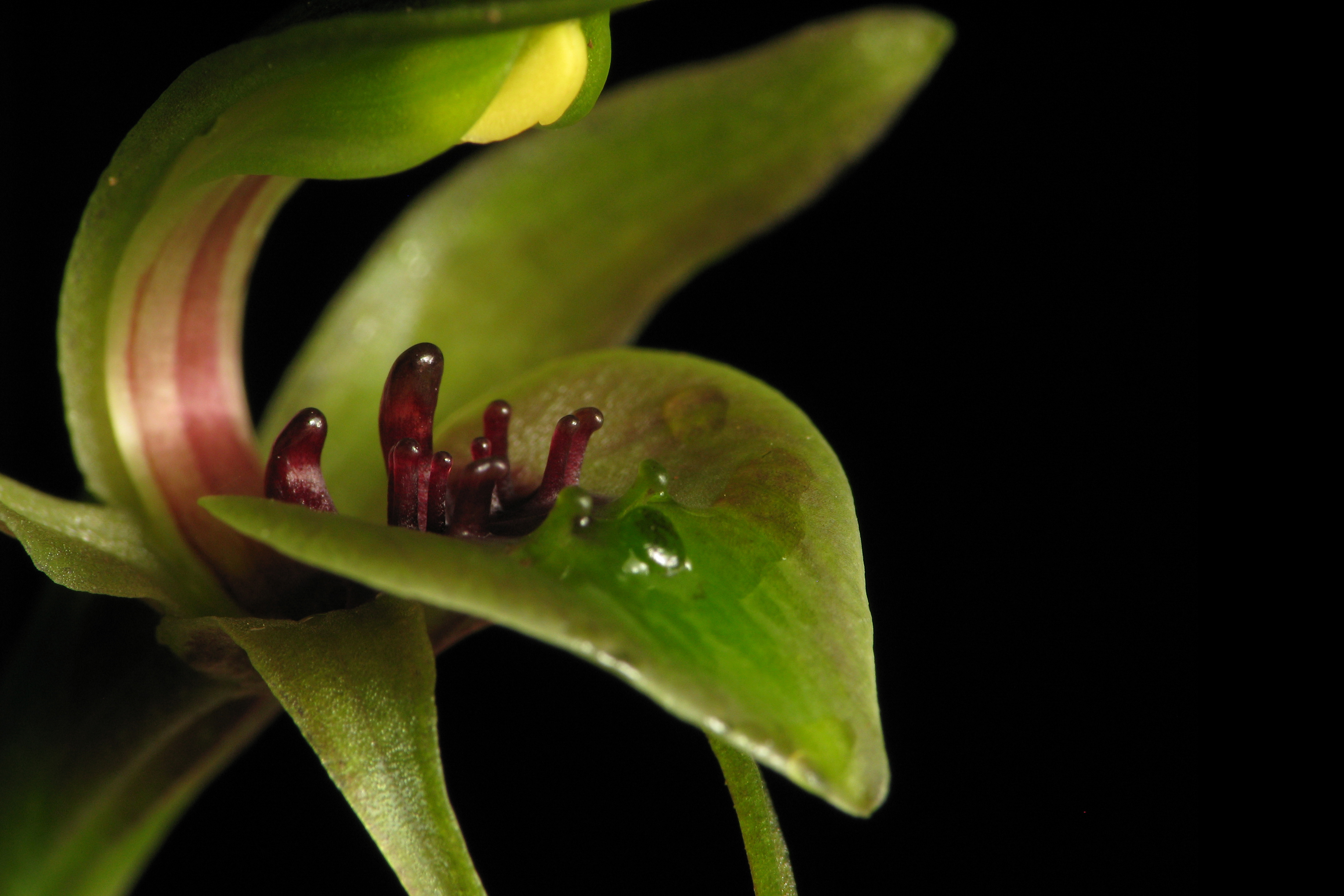
Cánh môi có u lồi (callus) nhô cao ở chi Chiloglottis
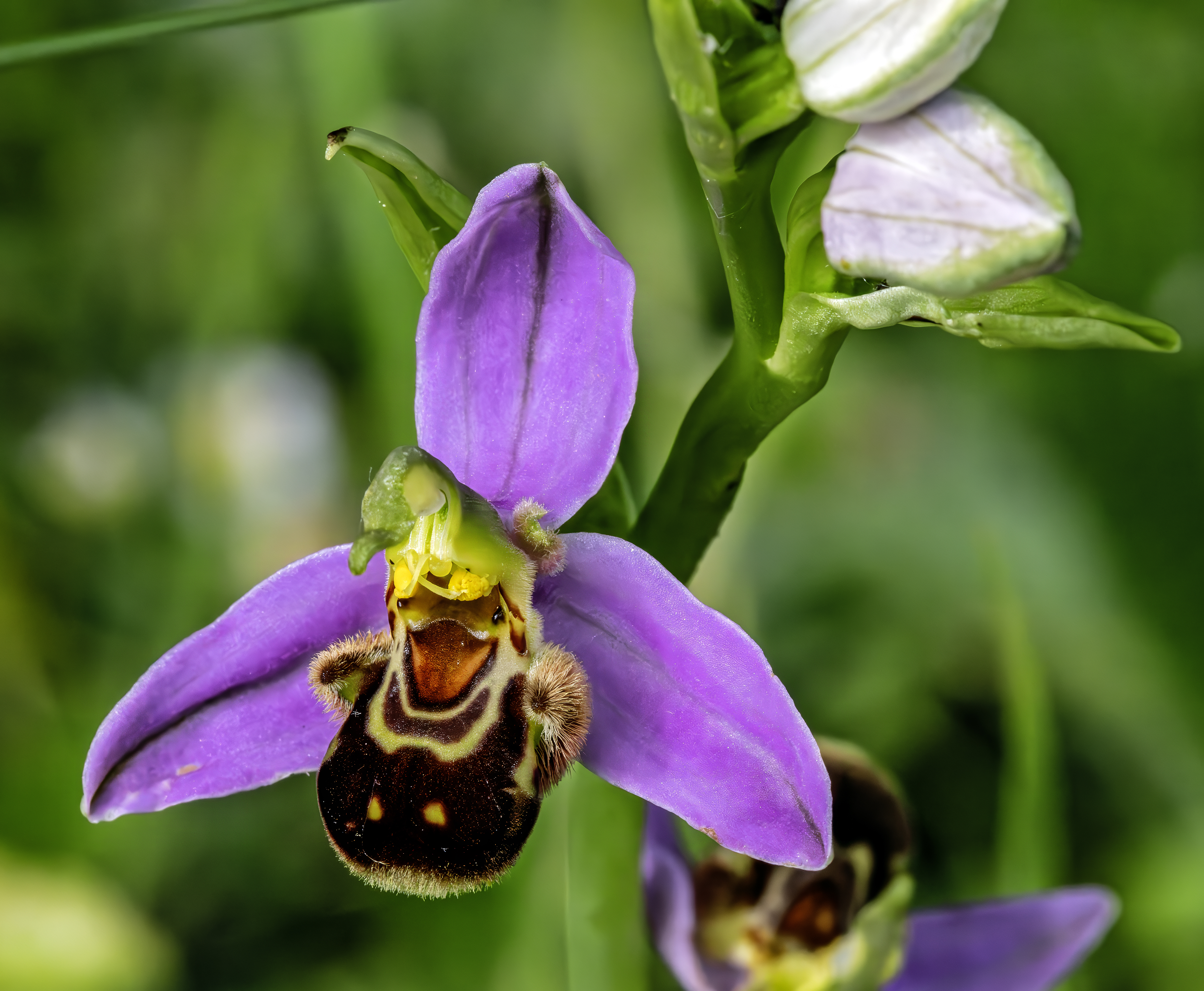
Hoa lan ong Ophrys apifera có cánh môi giống 1 cái thể cái của loài ong Eucera longicornis
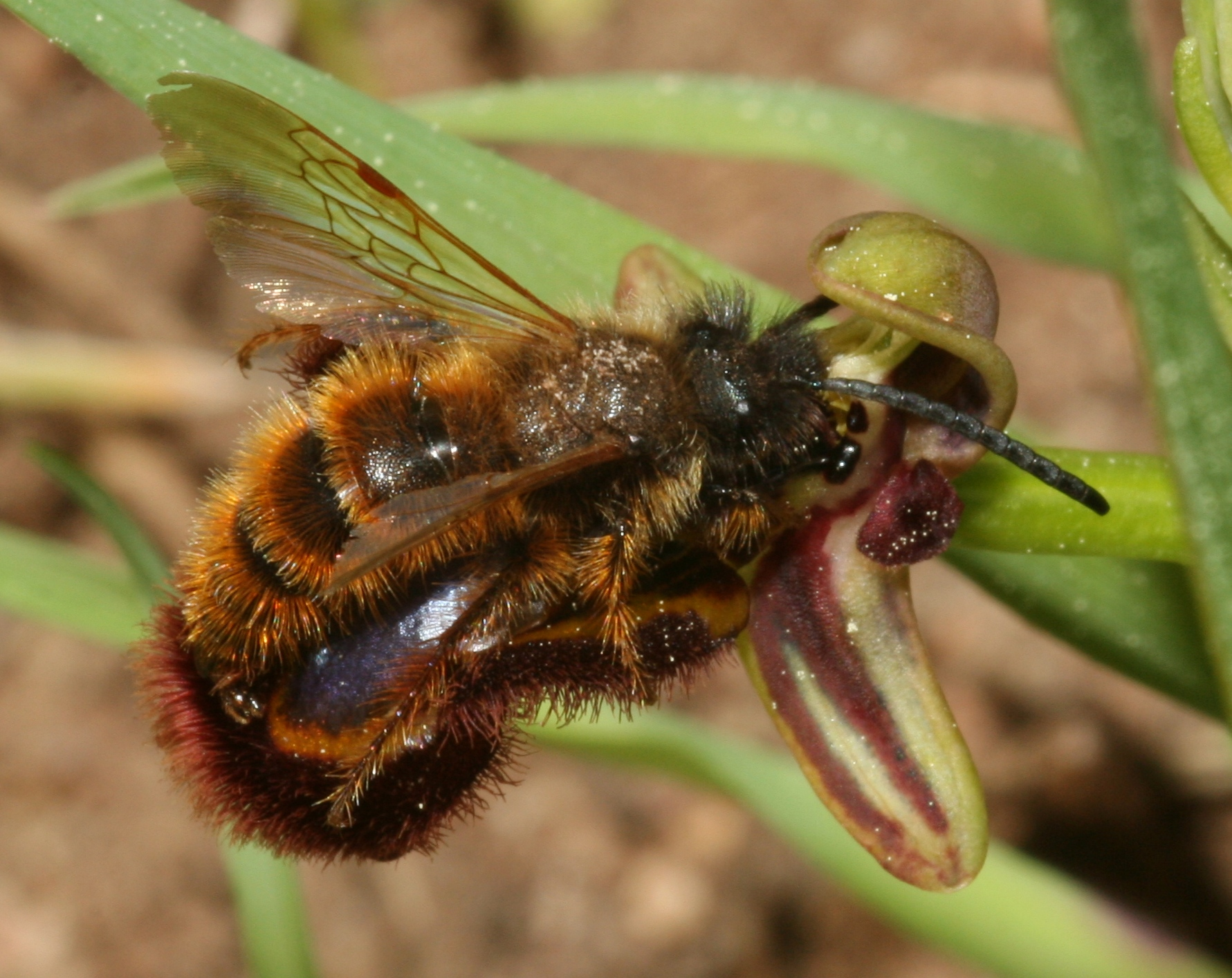
Ong Dasyscolia ciliata đậu trên hoa lan ong Ophrys speculum